# Кубик, Рената
Рената Майор-Кубик (серб. Рената Мајор-Кубик / Renata Major-Kubik; 16 мая 1983, Сомбор) — сербская гребчиха-байдарочница, выступала за сборную Сербии в конце 2000-х — начале 2010-х годов. Участница летних Олимпийских игр в Лондоне, бронзовая призёрка чемпионата мира, обладательница бронзовой медали чемпионата Европы, многократная победительница и призёрка регат национального значения.

## Биография
Рената Майор родилась 16 мая 1983 года в городе Сомбор автономного края Воеводина, Югославия, имеет венгерское происхождение.
Первого серьёзного успеха на взрослом международном уровне добилась в сезоне 2007 года, когда попала в основной состав сербской национальной сборной и побывала на чемпионате мира в немецком Дуйсбурге, откуда привезла награду бронзового достоинства, выигранную совместно с такими гребчихами как Миляна Кнежевич, Антония Панда и Марта Тибор в зачёте четырёхместных байдарок на дистанции 200 метров — в финале их обошли только экипажи из Германии и Венгрии. Год спустя в том же составе они выступили на чемпионате Европы в Милане, где в той же дисциплине вновь стали бронзовыми призёрками — на сей раз пропустили вперёд команды из Венгрии и России. Тем не менее, двухсотметровая дисциплина четвёрок не входила в программу Олимпийских игр, поэтому на Олимпиаду в Пекине они не попали.
Благодаря череде удачных выступлений Рената Майор-Кубик удостоилась права защищать честь страны на летних Олимпийских играх 2012 года в Лондоне, в составе четырёхместного экипажа с Антонией Пандой, Мартой Тибор и Антонией Наджь. Они стартовали здесь на дистанции 500 метров — с пятого места квалифицировались на предварительном этапе, однако на стадии полуфиналов заняли лишь предпоследнее седьмое место и тем самым не смогли пробиться в финальную стадию соревнований (стали в итоговом протоколе регаты десятыми). Вскоре по окончании этой Олимпиады Кубик приняла решение завершить карьеру профессиональной спортсменки, уступив место в сборной молодым сербским гребчихам.